# Wilhelm Dietrich von Buddenbrock

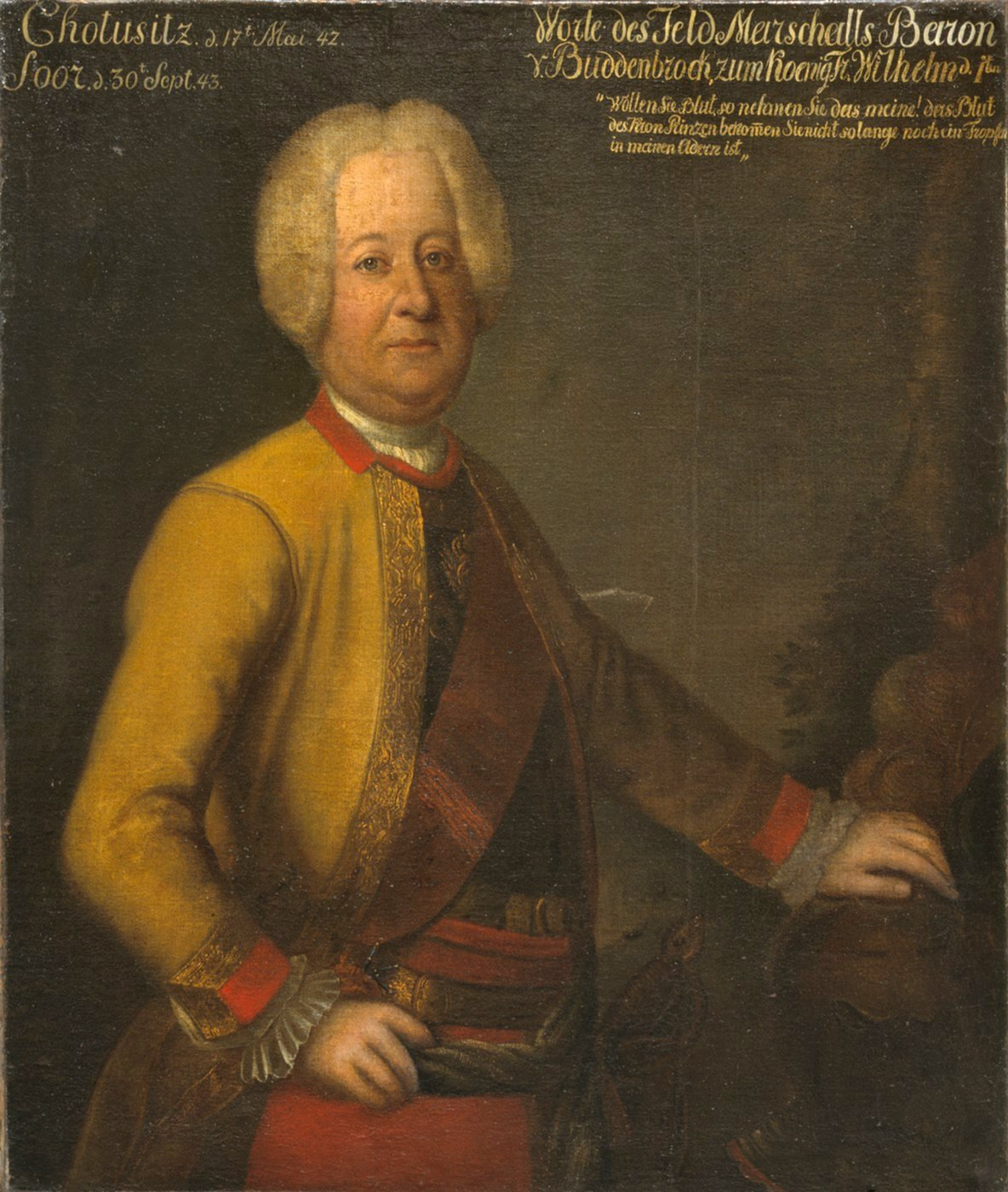
Wilhelm Dietrich von Buddenbrock 1743

Wilhelm Dietrich von Buddenbrock

Wilhelm Dietrich Freiherr von Buddenbrock [ˈbʊdn̩ˌbʁoːk] (* 15. März 1672 in Tilsewischken bei Ragnit in Ostpreußen; † 28. März 1757 in Breslau) war ein preußischer Generalfeldmarschall.

## Herkunft
Er stammte aus dem alten Geschlecht der baltischen Buddenbrock. Sein Vater war der königlich polnische Oberstleutnant Johann von Buddenbrock (* 1624; † 3. November 1677), Erbherr auf Cosacken, Beynunen, Drescowen, Schönjarken, Gurnen und Bialla, die Mutter war Elisabeth Sophia von Rappe, Tochter des königlich polnischen Majors Christoph von Rappe auf Angerapp und Enkelin des gleichnamigen preußischen Kanzlers Christoph von Rappe.

## Leben
Nach dreijährigen Universitätsstudien an der Albertina in Königsberg ging Buddenbrock aus „Kriegslust“ zur Armee, um im Rahmen des kurbrandenburgischen Kontingentes am Neunjährigen Krieg im Feldzug gegen das Königreich Frankreich in den Niederlanden zu kämpfen. Er kämpfte 1690 als 18-jähriger Kornett im „Regiment Anhalt zu Pferde“ in der Schlacht bei Fleurus. Später nahm er in seinem nun königlich preußischen Regiment in allen Schlachten des Spanischen Erbfolgekrieges teil und war Kommandeur des Regiments in der Schlacht bei Malplaquet im Jahre 1709. Am 18. Juli 1724 wurde Buddenbrock zum Oberst des zuvor „Bredow zu Pferde“ genannten Regiment ernannt. Es trug nunmehr den Namen „von Buddenbrock“.
Er wurde 1729 in das Gefolge des Königs Friedrich Wilhelm I. aufgenommen, zum Generalleutnant befördert und erhielt den Orden vom Schwarzen Adler (1739). Er war Mitglied des Tabakskollegiums und auch des Königs Gesellschafter am Sterbelager.
In der Schlacht bei Chotusitz 1743 verdiente er sich die Beförderung zum General der Kavallerie nebst des Königs Bild in Brillanten, eine Amtshauptmannschaft und eine Gehaltszulage. Der zweite Schlesische Krieg brachte ihm den Feldmarschallstab (19. März 1745).
Sein ältester Sohn Karl Friedrich fiel in der Schlacht bei Chotusitz. Der jüngere Sohn starb als Generalleutnant und Gouverneur des Berliner Kadettenkorps Johann von Buddenbrock (1707–1781); er wurde in der Schlacht bei Hohenfriedeberg schwer verwundet und war wie der Vater Berufsoffizier.
Buddenbrock starb 85-jährig als Gouverneur von Breslau. Sein Leichnam wurde in der Kirche von Peterwitz beigesetzt.

## Familie
Wilhelm Dietrich von Buddenbrock heiratete im Jahr 1699 in erster Ehe Klara Anna Katharina von Grüt(h)er (* 28. April 1675; † 8. Juni 1713). Aus der Ehe stammen drei Söhne und fünf Töchter: 
- Karl Friedrich (* 1698; † 17. Mai 1742) ⚭ Sophie Charlotte von Schönaich (1725–1807), heiratet später den Minister Kaspar Wilhelm von Borcke (1704–1747)
- Anna Sophie Agnes (* 1699)
 ⚭ 1737 Erhard Ernst von Röder (* 26. Juli 1665; † 26. Oktober 1743)
 ⚭ Johann von Lehwaldt (* 24. Juni 1685; † 16. November 1768)
- Charlotte Wilhelmine Clara Katharina (* 10. Februar 1710; † 19. April 1790)[7] ⚭ 1731 Justus Siegmund von Dyhrn und Schönau (* 5. September 1689; † 16. November 1761), Landrat
- Johann Wilhelm Dietrich (* 12. März 1701; † 22. August 1763) ⚭ 1730 Dorothea Charlotte von Knobelsdorff (* 27. Dez. 1711; † 18. September 1782 in Skandlack)
- Katharina Luise († 5. April 1761), Hofdame ⚭ 1737 Albrecht Heinrich von Kalnein (* 1685; † 1754), Geheimer Rat, Herr auf Orschau und Riesenwalde
- Maria Wilhelmine († 20. April 1773) ⚭ 1740 Hans Kasper von Hirsch (* 17. Dezember 1695; † 17. April 1751),[8] Herr auf Regitten[9]
- Helene Wilhelmine, Äbtissin im Stift Paradeis, Westfalen
- Johann Heinrich Wilhelm Jobst (* 1707; † 27. November 1781)
 ⚭ 1740 Elisabeth Dorothea Juliane von Wallmoden (1714–1767)
 ⚭ 1767 Luise Charlotte Marie von Kalckstein (1727–1768)
 ⚭ 1768 Johanna Charlotte von Wackenitz (1727–1769)
 ⚭ 1769 Gräfin Charlotte Auguste von Wartensleben (1736–1794)

Nach dem Tod seiner ersten Frau heiratete er am 15. August 1745 Beate Abigail von Siegroth (* 9. Januar 1700; † 26. Juli 1770) Witwe des Karl Otto von Nostitz auf Laasan. Die Ehe blieb kinderlos.